# Open Castilla y León 2024
L'Open Castilla y León 2024 è stato un torneo di tennis professionistico. È stata la 38ª edizione del torneo maschile, facente parte della categoria Challenger 50 nell'ambito dell'ATP Challenger Tour 2024, con un montepremi di 36 000 €. È stata la 8ª edizione del torneo femminile, facente parte della categoria W35 con un montepremi di 25 000 $. Si sono giocati dal 22 al 28 luglio 2024 sui campi in cemento del Open Tennis Villa de El Espinar di Segovia, in Spagna.

## Partecipanti

### Teste di serie
| Nazionalità | Giocatore         | Ranking* | Testa di serie |
| ----------- | ----------------- | -------- | -------------- |
| Francia     | Antoine Escoffier | 209      | 1              |
| Francia     | Jules Marie       | 230      | 2              |
|             | Alibek Kachmazov  | 255      | 3              |
|             | Jahor Herasimaŭ   | 265      | 4              |
| Francia     | Robin Bertrand    | 279      | 5              |
| Belgio      | Michael Geerts    | 319      | 6              |
| Danimarca   | August Holmgren   | 320      | 7              |
| Ucraina     | Vadym Ursu        | 336      | 8              |

* Ranking al 15 luglio 2024.

### Altri partecipanti
I seguenti giocatori hanno ricevuto una wild card per il tabellone principale:
- Nicolás Álvarez Varona
- Mario González Fernández
- Alejo Sánchez Quílez

Il seguente giocatore è entrato in tabellone come alternate:
- Iñaki Montes de la Torre

I seguenti giocatori sono passati dalle qualificazioni:
- Fabrizio Andaloro
- Max Wiskandt
- Iván Marrero Curbelo
- Álex Martínez
- Adrià Soriano Barrera
- John Echeverría

## Punti e montepremi
| Torneo    | Torneo              | V     | F     | SF    | QF    | 2T  | 1T  | Q | Q2  | Q1  |
| Singolare | Punti               | 50    | 25    | 14    | 8     | 4   | 0   | 3 | 1   | 0   |
| Singolare | Premi in denaro (€) | 4 910 | 2 950 | 1 735 | 1 000 | 600 | 360 | – | 180 | 110 |
| Doppio    | Punti               | 50    | 25    | 14    | 8     | –   | 0   | – | –   | –   |
| Doppio    | Premi in denaro (€) | 1 900 | 1 110 | 670   | 390   | –   | 225 | – | –   | –   |

## Campioni

### Singolare maschile
Antoine Escoffier ha sconfitto in finale  Álex Martínez con il punteggio di 6–3, 2–6, 6–3.

### Singolare femminile
Yasmine Mansouri ha sconfitto in finale  Lia Karatancheva con il punteggio di 6–2, 6(5)–7,  7–5.

### Doppio maschile
Dan Added /  Arthur Reymond hanno sconfitto in finale  Alexander Donski /  Tiago Pereira con il punteggio di 6–4, 6–3.

### Doppio femminile
Lia Karatancheva /  Radka Zelníčková hanno sconfitto in finale  Alexandra Osborne /  Anna Rogers  con il punteggio di 6–4, 6–3.